# 珍妮弗·斯托特
珍妮弗·斯托特（英語：Jennifer Stoute，1965年4月16日—），英国女子田径运动员。她曾代表英国参加1988年和1992年夏季奥林匹克运动会田径比赛，其中1992年奥运会获得一枚铜牌。